# Sogyal Rinpoche
Sogyal Rinpoche (tibetano: བསོད་རྒྱལ་ རིན་པོ་ཆེ་, traslitterazione Wylie: Bsod-rgyal rin po che; Kham, 1947 – Bangkok, 28 agosto 2019) è stato uno scrittore e insegnante tibetano.
Fu un maestro buddista e lama tibetano, molto noto come autore del best seller Il libro tibetano del vivere e del morire (The Tibetan Book of Living and Dying).
"Rinpoche" non è un cognome, ma un appellativo usuale per alcuni maestri tibetani, e significa "prezioso". Appartiene alla scuola Nyingma del buddismo tibetano vajrayana.

## Biografia
Sogyal Rinpoche è nato con il nome di Sogyal Lakhar nel Kham, la regione orientale del Tibet, nel 1947 e venne presto riconosciuto quale reincarnazione di Tertön Sogyal (1856-1926), detto anche Lerab Lingpa, un grande yogin che ebbe tra l'altro notevole influenza sul XIII Dalai Lama. Sogyal Rinpoche trascorse l'infanzia e l'adolescenza sotto la guida di Jamyang Khyentse Chökyi Lodrö (1893-1959), uno dei più grandi maestri del secolo scorso, esponente del movimento Rimé, ossia non-settario, che fu protagonista di una rinascenza spirituale nel Tibet fra 1800 e 1900.
A seguito dell'esilio dal Tibet invaso dai cinesi, Sogyal Rinpoche, dopo la morte del suo maestro, studiò dapprima in India e poi dal 1971 in Inghilterra a Cambridge. Per qualche anno operò come traduttore di maestri tibetani che cominciavano ad essere invitati in Occidente; tra questi Dudjom Rinpoche (1903-1987) e Dilgo Khyentse Rinpoche (1910-1991), entrambi riconosciuti successivamente quali capi della tradizione Nyingma, ossia la scuola più antica del Buddismo tibetano tra le quattro maggiori attualmente esistenti.
In seguito Sogyal Rinpoche cominciò ad insegnare e creò un'associazione denominata Rigpa, presente oggi in vari Paesi del mondo. Nel 1992 uscì il suo libro più famoso, tradotto in 30 lingue e pubblicato in 56 paesi finora, compresa la Cina. Lo sforzo maggiore di Sogyal Rinpoche è quello di offrire una "traduzione" degli insegnamenti buddisti alla mentalità occidentale, rendendo disponibile un'antica saggezza per il mondo moderno. In Italia Sogyal Rinpoche ha tenuto alcuni corsi e conferenze nel 2003 e 2005. Attualmente la sua base è il centro di Lerab Ling, presso Montpellier in Francia dove è stato costruito un tempio, in stile tradizionale ma con elementi moderni, che è stato inaugurato dal XIV Dalai Lama nell'agosto 2008.

## Gli scandali
Nel 1994 una donna americana nota come Janice Doe - ma la sua vera identità è protetta dal segreto secondo la legge americana - ha accusato Sogyal Rinpoche di abusi sessuali, fisici e mentali. Il caso non è mai arrivato davanti ad una corte di giustizia e le parti giunsero ad un accordo extragiudiziale i cui contenuti, per disposizione stessa dell'accordo, sono rimasti segreti e le voci di un favoloso risarcimento economico non hanno mai avuto una base valida.
Sogyal ha sempre respinto le accuse, tuttavia nel 2012 il caso è tornato alla ribalta per un video documentario trasmesso dalla TV canadese, intitolato In nome dell'illuminazione: scandalo sessuale nella religione. Il documentario riporta la testimonianza diretta di alcune donne che hanno subìto le attenzioni intime del monaco, tutte facenti parte del cosiddetto Circolo interno, un gruppo molto ristretto di donne, tutte giovani e belle.
Al Circolo interno si accedeva per chiamata diretta ed era considerato un privilegio dovuto ad un buon karma accumulato in vite precedenti, in quanto la vicinanza stretta col maestro è fonte di grandi benedizioni per un discepolo. Tuttavia ben presto chi ne faceva parte comprendevano di dovere in cambio dei favori speciali. La cosa non veniva contestata dalle più perché il "Maestro" nella tradizione buddista viene considerato così al di sopra di un uomo comune che qualsiasi cosa viene chiesto al discepolo è da eseguire senza opporsi, convinti della sua bontà e dell'impossibilità da parte di un "uomo comune" di capire le motivazioni profonde di tale richiesta.
Queste donne tuttavia si sono ribellate alla evidente contraddizione tra l'insegnamento dato dal Lama (anche se va ricordato che Sogyal non è un monaco buddista ordinato ma un lama laico, seppure molti discepoli hanno sottolineato che questo comportamento, come quello di alcuni monaci che in passato abusarono del loro potere, getta comunque discredito sul buddismo), e le richieste di scambi di natura sessuale, e hanno denunciato l'accaduto. Una lettera è stata inviata anche al Dalai Lama con richiesta di spiegazioni riguardo al comportamento del lama, ma nessuna risposta ufficiale è inizialmente giunta dalla massima autorità del buddismo tibetano (seppur a capo della scuola Gelug che non è quella di Sogyal).
Ulteriori scandali, relativi ad abusi sessuali, violenze psicologiche e fisiche (il lama avrebbe molestato alcune allieve, inoltre avrebbe problemi di gestione della rabbia, avendo secondo la lettera insultato e maltrattato fisicamente diversi studenti, monaci e monache, ad esempio tirando loro addosso vari oggetti), sono emersi attraverso una lettera di alcuni discepoli nel luglio 2017. Questi comportamenti avrebbero superato anche la cosiddetta "pazza saggezza", ovvero comportamenti eccentrici e fuori dalla righe tipici di alcuni maestri della scuola Nygma, ma volti a scardinare le convenzioni mentali, per sconfinare in abusi e comportamenti sessuali scorretti veri e propri. Finora nessun nuovo procedimento legale è stato intentato contro il lama.
Sogyal ha annunciato subito dopo, tramite i portavoce della Rigpa, di voler entrare in un periodo di "ritiro e riflessione", pur non ammettendo gli abusi. Il 1º agosto 2017 il Dalai Lama ha stigmatizzato pubblicamente il comportamento attribuito a Sogyal, pur definendolo come uno dei suoi migliori amici, e ha espresso rammarico per la sua "caduta in disgrazia" causata da questi atteggiamenti.
Per non danneggiare l'immagine del proprio gruppo ulteriormente, l'11 agosto 2017 Sogyal Rinpoche si è dimesso dall'incarico di direttore spirituale dell'associazione Rigpa, a causa dello scandalo e di problemi di salute.

## Malattia e morte
Nell'ottobre 2017 è stato reso noto che Sogyal Rinpoche soffre da tempo di cancro al colon. Il 27 agosto 2019 è stato ricoverato urgentemente in un ospedale di Bangkok per un'embolia polmonare.
È deceduto il 28 agosto alle ore 13.00 thailandesi, all'età di 72 anni.

## Il pensiero
Il cuore dei suoi insegnamenti è la dottrina Dzogchen, usualmente tradotta «Grande Perfezione», portata in Tibet nel IX secolo dal grande insegnante indiano Padmasambhava, considerato il secondo Buddha dai tibetani. Sogyal Rinpoche sostiene che imparare a meditare è il dono più grande che possiamo fare a noi stessi in questa vita, poiché soltanto tramite la meditazione si può arrivare a scoprire la vera natura di noi stessi e delle cose, della mente e dell'intero universo. La pratica meditativa è lo strumento indispensabile per vivere e morire bene, ed è la via che conduce al Risveglio, seguendo i passi del Buddha Śākyamuni e dei grandi maestri passati.

## Le opere tradotte in italiano
- Meditazione: cos'è, come praticarla, Torino, Amrita, 1991.
- Il Libro tibetano del vivere e del morire, Roma, Astrolabio Ubaldini, 1994.
- Riflessioni quotidiane sul vivere e sul morire, Roma, Astrolabio Editore, 1996.

## Comparsa quale attore
Nel 1993 ha recitato la parte del monaco buddista Kenpo Tenzin nel film il Piccolo Buddha di Bernardo Bertolucci.